# Dictionary of the Middle Ages
«Dictionary of the Middle Ages», «DMA» («Словарь Средневековья») — 13-томная энциклопедия, посвященная Средневековью. Издана Американским советом научных обществ в 1982—1989 гг. Энциклопедию задумал и начал в 1975 году американский историк-медиевист Принстонского университета Джозеф Стрейер, в дальнейшем её главный редактор. «Дополнение 1» было издано в 2003 году под редакцией Уильяма Честера Джордана.
Энциклопедия охватывает более 112 000 персоналий, мест, предметов и понятий, которые описаны в 7000 статьях на более чем 8000 страницах. В подготовке энциклопедии участвовали более чем 1800 редакторов из учебных заведений в основном США, а также Европы и Азии.
Это самая крупная и наиболее полная современная энциклопедия о Средних веках на английском языке, сопоставимая с девятитомной немецкой энциклопедией «Lexicon des Mittelalters».
Символ на обложке и корешке книг, перевёрнутая Т в круге, это художественная интерпретация карты Т-О, впервые описанной в «Этимологиях», самом влиятельном энциклопедическом труде Средневековья.